# 감옥 (2009년 미국 영화)
감옥(The Jailhouse)은 미국에서 제작된 빌리 루이스 감독의 2009년 공포, 미스터리, 스릴러 영화이다. C. 토마스 하우엘 등이 주연으로 출연하였고 빌리 루이스 등이 제작에 참여하였다.

## 출연

### 주연
- C. 토마스 하우엘
- 린제이 맥케온

### 조연
- 다렌 달튼
- 레이 발렌틴
- 시리 바룩
- 사 나우자
- 매디슨 웨이드버그
- 필립 트로이 링거
- 데이빗 쉬프터
- 스티븐 세인트 겔라이스
- 레이몬드 스콧 팍스
- 레이몬드 쉐파드
- 마크 다비 로빈슨

## 제작진
- 배역: 데이빗 쉬프터